# Vennebjerg (parochie)
Vennebjerg is een parochie van de Deense Volkskerk in de Deense gemeente Hjørring. De parochie maakt deel uit van het bisdom Aalborg en telt 466 kerkleden op een bevolking van 505 (2004).
Historisch was de parochie deel van de herred Vennebjerg. In 1970 ging de parochie op in de nieuwe gemeente Hjørring.
Bistrup · Børglum · Em · Hæstrup · Harritslev · Jelstrup · Løkken-Furreby · Lyngby · Mårup · Rakkeby · Rubjerg · Sankt Catharinæ · Sankt Hans · Sankt Olai · Sejlstrup · Skallerup · Tårs · Vejby · Vennebjerg · Vrå · Vrejlev · Vrensted